# Нижній Бистрий
Нижній Би́стрий — село в Україні, у Закарпатській області, Хустському районі. Входить до складу Горінчівської сільської громади. Населення становить 1195 осіб.
Нижній Бистрий розташоване по дорозі між Хустом та Міжгір'ям, над річками Ріка і Широкий. Одне з найдовших на Закарпатті — тільки уздовж Ріки воно розтягнулося аж на 6 км.

## Герб
У зеленому щиті зі срібною хвилеподібною базою, завершеною лазуровим, три срібні стовпи.

## Історія
Нижній Бистрий уперше згадується в історичних документах Марамароської жупи 1668 року. Згадки: ’ 1668: Bisztra (Bélay 12), 1828: Bisztra (Alsó) (Nagy 195), 1838: Also-Bisztra (Schem. 60), 1851: Alsó-Bisztra (Fényes 1: 136), 1882: Alsó-Bisztra (Hnt.), 1877: Bisztra (Alsó-) (Hnt.), 1913: Alsóbisztra (Hnt.), 1925: Bystrá Nižní, 1930: Bystrý Nižni (ComMarmUg. 40–1), 1944: Alsóbisztra, Нижня Быстра (Hnt.), 1983: Нижній Бистрий, Нижнuй Быстрый (ZO)
В 1970 році на високому правому березі ріки Ріка знайдено бронзовий скарб епохи раннього заліза, до якого увійшли чотири предмети.
У Нижньому Бистрому досі живе страшна легенда про братів-опришків Блищаків, які жили в верхах і взимку, у період голоду, поїли один одного.
Нижній Бистрий уперше згадується в історичних документах Марамароської жупи 1668 року. Перші поселенці Нижнього Бистрого були, в основному, пришельцями з Галичини (тоді Польщі). Вони наймалися до нямешів (ґаздів) на прізвище Тегза. А ті давали батракам місця для поселення, що були густо вкриті лісами і непридатними для землеробства. На сьогожнішній день у нижньому Бистрому налічується понад двадцять присілків.

Теребле-Ріцька ГЕС
Нижній Бистрий відомий тим, що саме в цьому селі знаходиться Теребле-Ріцька ГЕС (гідроелектростанція).
Теребле-Ріцька ГЕС на Закарпатті - єдина в світі гідроелектростанція, що розташована на двох річках водночас. Унікальні природні умови району будівництва дозволили народитися незвичайному інженерному рішенню. Дві річки - Теребля та Ріка - протікають тут майже паралельно, з невеличким вододілом по Бовцарському хребту, але на різних рівнях: Теребля тече на 210 метрів вище від Ріки. У місці максимального зближення відстань між Тереблею та Рікою становить лише 4 кілометри.
Ще 1923 року чеський інженер Кріжка запропонував унікальний проєкт з використанням природного перепаду між цими двома річками: на річці Теребля збудувати греблю висотою 46 м, яка стримає 45 млн. куб. м води, тоді цю воду через трубу діаметром 2 м можна буде безперервно подавати на турбіни ГЕС, яку пропонувалося збудувати на Ріці, що значно підвищувало потужність водного потоку.
Після закінчення Другої світової війни радянські інженери збиралися дещо змінити цей проєкт, та врешті-решт проєкт інженера Кріжки було реалізовано без суттєвих змін. У ті часи за законами репарації фіни були змушені будувати промислові об’єкти для СРСР. Зокрема, вони працювали й над спорудженням Теребле-Ріцької ГЕС. Будівництво трубопроводу та греблі розпочали 1949 року, а закінчили у 1955 році.

## Населення

### Мова
Розподіл населення за рідною мовою за даними перепису 2001 року:
| Мова       | Відсоток |
| ---------- | -------- |
| українська | 99,58%   |
| російська  | 0,42%    |

## Релігія
храм Різдва пр. богородиці. 1890.
Дерев'яну церкву з готичним завершенням збудували в 1794 р. Є також переказ про те, що село Буковець подарувало церкву Нижньому Бистрому.
Після зведення мурованої церкви, освяченої 1890р., дерев’яну продали близько 1910 р. в с. Вучкове, де вона стояла, поки не занепала в середині 1930-х років.
На світлині видно занедбану греко-католицьку церкву, що має гарну барокову вежу зі шпилем, стрілчасті вікна. Село поступово стало православним (вже на 1929 р. було 75% православних і 12% греко-католиків).
У 1935 р. збудували православну церкву. З приходом радянської влади греко-католицька церква перестала діяти, а 9 січня 1953 р. споруду зняли з реєстрації діючих церков, і вона поступово почала руйнуватися.
Церква Різдва пр. богородиці. 1935.
храм Різдва пр. богородиці. 1935.
У 1929 р. 75 % мешканців були православної віри, вони ходили молитися у греко-католицький храм. Згодом громада збудувала кам’яний православний храм.
Головний об'єм церкви утворено видовженим базилічним приміщенням. Обабіч східної частини нави прибудовано великі притвори. Крім головної вежі з банею на гребенях дахів посаджено чотири барокові главки.

Монастир Успіння Пресвятої Богородиці Чину Братів Менших
Монастир є дуже хорошим місцем для духовного і фізичного відпочинку. Щороку у монастир приїжджають групи дітей та молоді на креативні канікули.

## Присілки
Звір
Звір - колишнє село в Україні, в Закарпатській області.
Обєднане з селом Нижній Бистрий рішенням облвиконкому Закарпатської області №155 від 15.04.1967
Перша згадка в кінці ХІХ століття.
Лісковий
Лісковий - колишнє село в Україні, в Закарпатській області.
Обєднане з селом Нижній Бистрий рішенням облвиконкому Закарпатської області №155 від 15.04.1967
Перша згадка у 1898: Lyiszkü (Hnt.), інші згадки 1904: Liszkova, Mogyorós (Lelkes 66), 1907: Mogyorós (Hnt.), 1913: Mogyorós (Hnt.), Liszkova (Mogyorós) (Sebestyén 2008: 179), 1944: Liszkova, Лискова (Hnt.), 1967: Лісковий (ZO). 
Цікаво: давні млин у присілку Лісковий ще діє, з пошкодженим дахом.
Паркулеца
Паркулеца - колишнє село в Україні, в Закарпатській області.
Обєднане з селом Нижній Бистрий рішенням облвиконкому Закарпатської області №155 від 15.04.1967
1653: Porkelecz (Bélay 179), 1673: Parkeleczen (uo.), 1780-1: Perkelecz, Purkelécz (MTH. 52), 1789: Porkelecza (uo.), 1808: Burgelecz, Burgelec, Perkelecz, Purkulecz (Lipszky: Rep. 86, 503), 1898: Purkelecz (Hnt.), 1907: Disznósvölgy (Hnt.), 1913: Disznósvölgy (Hnt.), 1944: Purkeleca, Пуркелеца (Hnt.), 1967: Паркулеца (ZO).

Присілок Глибокий
Згадки: 1898: Hlubakoj (Hnt.), 1900: Hlubakoj (Hnt.), 1902: Hlubakoj (Hnt.), 1913: Mély völgy (Hluboka) (Sebestyén 2008: 179).

Козацький
Козацький - колишнє село в Україні, в Закарпатській області.
Обєднане з селом Нижній Бистрий

Згадки: 1898 Kozáckoj, 1900: Kozáckoj, 1902: Kazáckoj, 1907: Kecskerét, 1913: Kecskéshegy, Kecskerét, 1944: Kozáckij, Козацкій.

## Туристичні місця
- Монастир Успіння Пресвятої Богородиці Чину Братів Менших
- храм Різдва пр. богородиці. 1890.
- храм Різдва пр. богородиці. 1935.
- млин у присілку Лісковий 
- Теребле-Ріцька ГЕС - єдина в світі гідроелектростанція, що розташована на двох річках водночас.
-  В околицях села розташована пралісова пам'ятка природи «Природні ліси Нижньобистрівського лісництва».